# Uxis
Els Uxis (llatí: Uxii, grec: Οὔξιοι) foren un poble de Pèrsia que vivia a la frontera entre Persis i Susiana, a l'est del Pasitigris i a l'oest del Oroatis. El seu territori fou visitat per Alexandre el Gran quan va anar a Susa, i va assetjar la seva capital, que es deia Uxia, la qual segurament correspon a unes ruïnes properes a Shikaftohi-Suleimán a les muntanyes Bakhtyari, a l'est de Shushter.